# فيتانجيلو سبادافيتشيا
فيتانجيلو سبادافيتشيا (بالإيطالية: Vitangelo Spadavecchia)‏ (مواليد 25 نوفمبر 1982 في مولفيتا - إيطاليا) لاعب كرة قدم إيطالي يلعب حاليا لصالح نادي الدرجة الأولى باري الإيطالي منذ 2000 في مركز حارس مرمى .